# Jean-Marie Riachi
Jean-Marie Riachi, född 24 maj 1970 i Râs Baalbek i Bekaadalen, är en libanesisk musiker, låtskrivare, musikproducent och musikarrangör. Han har arbetat med flera av de största libanesiska artisterna samt internationella artister som Youssou N'Dour och John Legend. Utöver det har han skrivit och producerat musik för spel- och reklamfilm och som keyboardist släppt musikalbum under eget namn tillsammans med gästande musiker och sångare.

## Biografi
Utan att ha växt upp i en musikalisk familj visade sig hans musikintresse vid 8 års ålder då han började spela keyboard. 10 år senare, samtidigt som han studerade musik vid universitetet USEK, deltog han som keyboardist i den libanesiska talangtävlingen "Studio El Fan". Riachis karriär som producent och låtskrivare tog sin början 1999 när han producerade låten "Baddi Doub" som sjöngs in av Elissa. Dessförinnan hade han spelat på lokala klubbar och barer. 2001 startad han sitt eget produktionsbolag, JMR Audio Productions, i Rabieh, året efter musikförlaget OMP (Oriental Music Publishing) och 5 år senare skivbolaget Oriole Records. Samtliga företag gick 2010 upp i VOA (the voice of art).
När kriget i Libanon 2006 bröt ut flyttade Riachi tillfälligt till Paris där han förverkligade iden om att spela in ett album som blandar traditionell orientalisk musik med Jazz, Gypsy jazz, och latinamerikansk musik. På albumet som fick titeln Belaaks medverkar bland annat den brasilianska jazzsångaren Catia Werneck. Albumet belönades med Platinum Virgin Megastore Award för det bäst säljande albumet i mellanöstern. Uppföljaren Belaaks 2 släpptes 2015. Samma år skrev Riachi ett nytt musikarrangemang med mellanösterntoner till John Legends låt "All of Me". Legend gillade det Riachi gjort av hans låt och det ledde till att duon framförde låten live på Dubai Jazz Festival 27 februari.

## Diskografi

### Album
- 2007 – Fruit Salad: Grenadine
- 2009 – Belaaks
- 2012 – Castana (Cosy Christmas Wishes)[9]
- 2015 – Belaaks 2

### Singlar
- 2015 – "The All of Me (Middle East Version)"[7]
- 2015 – "Sahara Al Arab"[1]